# Karmakanic
Karmakanic es una banda de Metal / Rock Progresivo, el grupo se funda en Malmö, Suecia en el 2002 por el teclista y bajista Jonas Reingold. Su música se caracteriza por la dinámica de sus contrastes bien marcados, las paradas repentinas por completo, sus tiempos y variaciones tan complejas a lo largo del tema, largos períodos de instrumentación. Los sonidos de Karmakanic son similares y a menudo se compara con clásicas bandas de Rock progresivo y sinfónico como Yes, Genesis y Emerson, Lake & Palmer, pero también combinan los sonidos de sintetizadores y distorsión usados en bandas del rock progresivo y metal progresivo como lo son Ayreon, Dream Theater, Symphony X y The Flower Kings.

## Formación
Karmakanic trabaja actualmente para Inside Out Records en el lanzamiento de su último álbum, Who's the Boss in the Factory.

## Discografía
- Entering the Spectra - Octubre 7th, 2002 (Regain[1])
- Wheel of Life - Septiembre 14th, 2004 (The End[1])
- Who's the Boss in the Factory - Noviembre 18th, 2008 (Inside Out[1])
- In a Perfect World - Julio 26th, 2011 (Inside Out[1])
- DOT - Julio 22th, 2016 (Inside Out[1])